# Aleksandr Dimidko
Aleksandr Aleksandrovich Dimidko (tiếng Nga: Александр Александрович Димидко; sinh ngày 20 tháng 1 năm 1986) là một cầu thủ bóng đá người Nga. Anh chơi ở vị trí trung vệ cho FC SKA-Khabarovsk.

## Sự nghiệp câu lạc bộ

### Thống kê sự nghiệp
Tính đến 8 tháng 12 năm 2017
| Câu lạc bộ                | Mùa giải             | Giải vô địch         | Giải vô địch | Giải vô địch | Cúp     | Cúp       | Châu lục | Châu lục  | Khác    | Khác      | Tổng cộng | Tổng cộng |
| Câu lạc bộ                | Mùa giải             | Hạng đấu             | Số trận      | Bàn thắng    | Số trận | Bàn thắng | Số trận  | Bàn thắng | Số trận | Bàn thắng | Số trận   | Bàn thắng |
| ------------------------- | -------------------- | -------------------- | ------------ | ------------ | ------- | --------- | -------- | --------- | ------- | --------- | --------- | --------- |
| FC SKA-Energia Khabarovsk | 2004                 | First Division       | 40           | 3            | 2       | 1         | –        | –         | –       | –         | 42        | 4         |
| FC SKA-Energia Khabarovsk | 2005                 | First Division       | 40           | 6            | 0       | 0         | –        | –         | –       | –         | 40        | 6         |
| FC SKA-Energia Khabarovsk | 2006                 | First Division       | 37           | 7            | 0       | 0         | –        | –         | –       | –         | 37        | 7         |
| FC SKA-Energia Khabarovsk | 2007                 | First Division       | 15           | 1            | 0       | 0         | –        | –         | –       | –         | 15        | 1         |
| F.K. Dynamo Moskva        | 2007                 | Premier Liga         | 3            | 0            | 1       | 0         | –        | –         | –       | –         | 4         | 0         |
| F.K. Dynamo Moskva        | 2008                 | Premier Liga         | 12           | 2            | 1       | 0         | –        | –         | –       | –         | 13        | 2         |
| F.K. Dynamo Moskva        | 2009                 | Premier Liga         | 14           | 2            | 2       | 0         | 1        | 0         | –       | –         | 17        | 2         |
| F.K. Dynamo Moskva        | 2010                 | Premier Liga         | 0            | 0            | 0       | 0         | –        | –         | –       | –         | 0         | 0         |
| F.K. Dynamo Moskva        | Tổng cộng            | Tổng cộng            | 29           | 4            | 4       | 0         | 1        | 0         | 0       | 0         | 34        | 4         |
| FC SKA-Energia Khabarovsk | 2010                 | First Division       | 20           | 3            | 0       | 0         | –        | –         | –       | –         | 20        | 3         |
| F.K. Dynamo Bryansk       | 2010                 | First Division       | 12           | 3            | 0       | 0         | –        | –         | –       | –         | 12        | 3         |
| F.K. Dynamo Bryansk       | 2011–12              | First Division       | 44           | 4            | 2       | 1         | –        | –         | –       | –         | 46        | 5         |
| F.K. Dynamo Bryansk       | Tổng cộng            | Tổng cộng            | 56           | 7            | 2       | 1         | 0        | 0         | 0       | 0         | 58        | 8         |
| F.K. Tom Tomsk            | 2012–13              | National League      | 30           | 10           | 1       | 0         | –        | –         | –       | –         | 31        | 10        |
| F.K. Mordovia Saransk     | 2013–14              | National League      | 31           | 2            | 3       | 1         | –        | –         | –       | –         | 34        | 3         |
| F.K. Tom Tomsk            | 2014–15              | National League      | 22           | 2            | 0       | 0         | –        | –         | 1       | 0         | 23        | 2         |
| F.K. Tom Tomsk            | Tổng cộng (2 spells) | Tổng cộng (2 spells) | 52           | 12           | 1       | 0         | 0        | 0         | 1       | 0         | 54        | 12        |
| F.K. Arsenal Tula         | 2015–16              | National League      | 15           | 0            | 1       | 0         | –        | –         | –       | –         | 16        | 0         |
| FC SKA-Khabarovsk         | 2015–16              | National League      | 6            | 0            | 0       | 0         | –        | –         | –       | –         | 6         | 0         |
| FC SKA-Khabarovsk         | 2016–17              | National League      | 27           | 0            | 1       | 1         | –        | –         | 2       | 0         | 30        | 1         |
| FC SKA-Khabarovsk         | 2017–18              | Premier Liga         | 15           | 1            | 0       | 0         | –        | –         | –       | –         | 15        | 1         |
| FC SKA-Khabarovsk         | Tổng cộng (3 spells) | Tổng cộng (3 spells) | 200          | 21           | 3       | 2         | 0        | 0         | 2       | 0         | 205       | 23        |
| Tổng cộng sự nghiệp       | Tổng cộng sự nghiệp  | Tổng cộng sự nghiệp  | 383          | 46           | 14      | 4         | 1        | 0         | 3       | 0         | 401       | 50        |